# Walter Woods
Walter Woods (Pensilvânia, 14 de janeiro de 1881 – Glendale, Califórnia, 7 de dezembro de 1942) foi um roteirista norte-americano, que escreveu para 76 filmes entre 1915 e 1938.

## Filmografia selecionada
- Graft (1915)
- Undine (1916)
- Behind the Lines (1916)
- The Brass Bullet (1918)
- Hawthorne of the U.S.A. (1919)
- The Life of the Party (1920)
- The City of Masks (1920)
- Leap Year (1921)
- Brewster's Millions (1921)
- The Dollar-a-Year Man (1921)
- Travelling Salesman (1921)
- Gasoline Gus (1921)
- Crazy to Marry (1921)
- Thirty Days (1922), último filme de Wallace Reid
- Old Ironsides (1926)
- Stark Love (1927)